# Wybory parlamentarne w Burundi w 2010 roku
Wybory parlamentarne w Burundi w 2010 roku – bezpośrednie wybory do Zgromadzenia Narodowego przeprowadzone w Burundi 23 lipca 2010 oraz pośrednie wybory do Senatu przeprowadzone 28 lipca 2010. Rządząca partia CNDD-FDD zdobyła zdecydowaną większość mandatów w Zgromadzeniu Narodowym i Senacie.

## Organizacja wyborów
15 grudnia 2010 przewodniczący Narodowej Niezależnej Komisji Wyborczej (CENI) ogłosił datę wyborów do Zgromadzenia Narodowego i Senatu odpowiednio na 23 lipca oraz 28 lipca 2010.
Zgromadzenie Narodowe wybierane jest na 5-letnią kadencję, podobnie jak Senat. Liczy co najmniej 100 deputowanych, wybieranych w wyborach powszechnych. 60 mandatów przeznaczonych jest dla przedstawicieli Hutu, 40 dla Tutsi. Co najmniej 30 mandatów musi zostać obsadzone przez kobiety. Jeśli któryś z tych warunków nie jest spełniony, nominowani są dodatkowi deputowani. 2 mandaty są dodatkowo zarezerwowane dla przedstawicieli grupy etnicznej Twa. Senat liczy nie mniej niż 37 i nie więcej niż 54 senatorów, wybieranych przez członków rad lokalnych. Z każdej z 17 prowincji wybieranych jest dwóch senatorów, po jednym z Hutu i Tutsi. 3 mandaty przeznaczone są dla przedstawicieli Twa. W skład izby wchodzą także byli prezydenci Burundi. Co najmniej 30% senatorów muszą stanowić kobiety, w przeciwnym przypadku nominowani są dodatkowi senatorzy.
23 maja 2010 w Burundi odbyły się wybory regionalne, wygrane przez rządząca partię prezydenta Pierre'a Nkurunzizy, Narodową Radę na rzecz Obrony Demokracji-Siły na rzecz Obrony Demokracji (Conseil National Pour la Défense de la Démocratie–Forces pour la Défense de la Démocratie, CNDD–FDD). Opozycja odrzuciła wyniki głosowania i oskarżyła władzę o fałszerstwa wyborcze. W następstwie 6 kandydatów z partii opozycyjnych wycofało się z wyborów prezydenckich przeprowadzonych 28 czerwca 2010, w których prezydent Pierre Nkurunziza, jako jedyny kandydat, uzyskał reelekcję. 7 lipca 2010 rozpoczęła się kampania wyborcza przed wyborami do parlamentu.
9 lipca 2010, w ostatnim dniu rejestracji kandydatów, Demokratyczny Sojusz na rzecz Zmian (ADC), koalicja 12 partii opozycyjnych, ogłosiła bojkot wyborów z powodu odrzucenia przez władze jej warunków dotyczących przeprowadzenia wolnych i demokratycznych wyborów. Opozycja domagała się wypuszczenia jej zdaniem arbitralnie aresztowanych jej członków, zakończenia tortur osób zatrzymanych przez policję i tajne służby oraz gwarancji wolności zgromadzeń. W tygodniach poprzedzających wybory aresztowanych zostało ponad 100 działaczy i zwolenników opozycji. Rządząca CNDD-FDD argumentowała, że powodem ich zatrzymania było zachowanie porządku publicznego. Opozycja stwierdziła, że proces wyborczy począwszy od wyborów regionalnych był "totalną porażką". Jeden z głównych liderów opozycji Agathon Rwasa w obawie o własne życie opuścił terytorium Burundi. Kampania wyborcza zakończyła się 20 lipca 2010. Po bojkocie głównych partii opozycyjnych, do udziału w wyborach stanęło tylko 5 partii politycznych: rządząca CNDD-FDD, partie popierające jej rządy oraz mniejsza partia opozycyjna UPRONA, reprezentująca Tutsi. Część komentatorów wyraziło przed wyborami zaniepokojenie przed dominacją jednej partii w parlamencie i ograniczaniem przez to prawdziwej debaty demokratycznej.

## Wyniki wyborów

### Wybory do Zgromadzenia Narodowego
W wyborach do Zgromadzenia Narodowego zgodnie z przewidywaniami zdecydowane zwycięstwo odniosła rządząca CNDD-FDD, który zdobyła ponad 81% głosów poparcia i 81 ze 106 mandatów. Do izby dostały się jeszcze tylko dwie partie: opozycyjna UPRONA oraz partia FRODEBU. Frekwencja wyborcza wyniosła 66% i była niższa niż w wyborach prezydenckich (76,9%). Szef komisji wyborczej, nie wspominając o bojkocie opozycji, stwierdził, że głosowanie przebiegło pokojowo i spokojnie w całym kraju.
- Podział mandatów w Zgromadzeniu Narodowym:

| Partia polityczna | Partia polityczna                                                                   | Liczba głosów | %      | +/– | Liczba mandatów | +/– |
| ----------------- | ----------------------------------------------------------------------------------- | ------------- | ------ | --- | --------------- | --- |
|                   | Narodowa Rada na rzecz Obrony Demokracji-Siły na rzecz Obrony Demokracji (CNDD-FDD) |               | 81,19% |     | 81              | +17 |
|                   | Unia na rzecz Rozwoju Narodowego (UPRONA, Union pour le progrès national)           |               | 11,06% |     | 17              | +2  |
|                   | Front na rzecz Demokracji w Burundi (FRODEBU, Front pour la démocratie du Burundi)  |               | 5,88%  |     | 5               | -25 |
|                   | Grupa etniczna Twa                                                                  | 3             | 3      | 3   | 3               | 0   |
|                   | Razem                                                                               |               |        | -   | 106             | -12 |
| Źródło:           |                                                                                     |               |        |     |                 |     |

### Wybory do Senatu
28 lipca 2010 członkowie władz regionalnych, zdominowanych przez przedstawicieli rządzącej partii CNDD-FDD, dokonali wyboru członków burundyjskiego Senatu. Udział w wyborach wzięły tylko dwie partie polityczne: CNDD-FDD oraz opozycyjna UPRONA, reprezentująca Tutsi. Zgodnie z prawem po 17 mandatów przeznaczonych jest dla Tutsi i Hutu. Zdominowana przez Hutu CNDD-FDD wystawiła również na swych listach przedstawicieli Tutsi.
W wyborach do Senatu również zdecydowane zwycięstwo odniosła CNDD-FDD, która zdobyła 32 z 34 wybieranych mandatów. Pozostałe 2 mandaty (w Bużumburze i południowej prowincji Bururi) obsadziła UPRONA.
- Podział mandatów w Senacie:

| Partia polityczna | Partia polityczna                                                                   | Liczba głosów | % | +/– | Liczba mandatów | +/– |
| ----------------- | ----------------------------------------------------------------------------------- | ------------- | - | --- | --------------- | --- |
|                   | Narodowa Rada na rzecz Obrony Demokracji-Siły na rzecz Obrony Demokracji (CNDD-FDD) |               |   |     | 32              | 0   |
|                   | Unia na rzecz Rozwoju Narodowego (UPRONA, Union pour le progrès national)           |               |   |     | 2               | 0   |
|                   | Byli prezydenci                                                                     | 4             | 4 | 4   | 4               | 0   |
|                   | Grupa etniczna Twa                                                                  | 3             | 3 | 3   | 3               | 0   |
|                   | Razem                                                                               |               |   | -   | 41              | -8  |
| Źródło:           |                                                                                     |               |   |     |                 |     |